# Агено
Агено (фр. Haguenau) је насељено место у Француској у региону Алзас, у департману Доња Рајна.
По подацима из 2011. године у општини је живело 34.619 становника, а густина насељености је износила 189,6 становника/km².

## Демографија
| 1962.  | 1968.  | 1975.  | 1982.  | 1990.  | 2011.  |
| ------ | ------ | ------ | ------ | ------ | ------ |
| 20.457 | 22.944 | 25.147 | 26.629 | 27.675 | 34.619 |

## Галерија
- Агено - Haguenau